# Prowincja Udon Thani
Udon Thani (taj. อุดรธานี) – jedna z prowincji (changwat) Tajlandii. Sąsiaduje z prowincjami Nong Khai, Sakon Nakhon, Kalasin, Khon Kaen, Nong Bua Lamphu i Loei.